# Parque natural de las Sierras de Aire y Candeeiros
El Parque Natural de las Sierras de Aire y Candeeiros es un área protegida portuguesa creada el 4 de mayo de 1979 por el Decreto-Ley Nº 118/79 que tiene por objetivo la protección de los aspectos naturales y el patrimonio arquitectónico de las sierras de Aire y Candeeiros.
Abarca un área de 38 900 ha marcando el límite entre las provincias de Beira Litoral, Ribatejo y Estremadura, en los municipios de Alcobaça y Porto de Mós en el Distrito de Leiría y Alcanena, Rio Maior, Santarém, Torres Novas y Ourém en el Distrito de Santarém.

## Geología
La roca es un elemento siempre presente en el paisaje del parque natural de las Sierras de Aire y Candeeiros que ocupa más de dos tercios del Macizo Calcáreo extremeño (en el Macizo Calcáreo Mesozoico), el cual es la zona calcárea más importante de Portugal.
A lo largo del tiempo, a través de procesos geomorfológicos, los elementos naturales fueron modelando la roca, sobre todo las de origen calcáreo, dando origen a más de mil quinientas cuevas. En la superficie, otros elementos geológicos de relieve son los algares, los campos de lapiaz, las dolinas, las uvalas y los poljés. El Macizo, como cualquier formación montañosa, tuvo su origen en los movimientos tectónicos de la corteza terrestre que, tras miles de años de movimientos de las placas continentales y oceánicas, emergió de la superficie.
Una gran parte de las estructuras geológicas existentes tuvieron su origen en el Jurásico Medio. Otras, de génesis más reciente, están constituidas por materiales detríticos y sedimentarios. Cabe mencionar la presencia de terra rosa, sobre todo en zonas de depresión.
También cuenta con las únicas salinas de origen no marino existentes en Portugal. De especial relevancia son las salinas de la Fuente de la Bica, ubicadas en Rio Maior.

## Clima

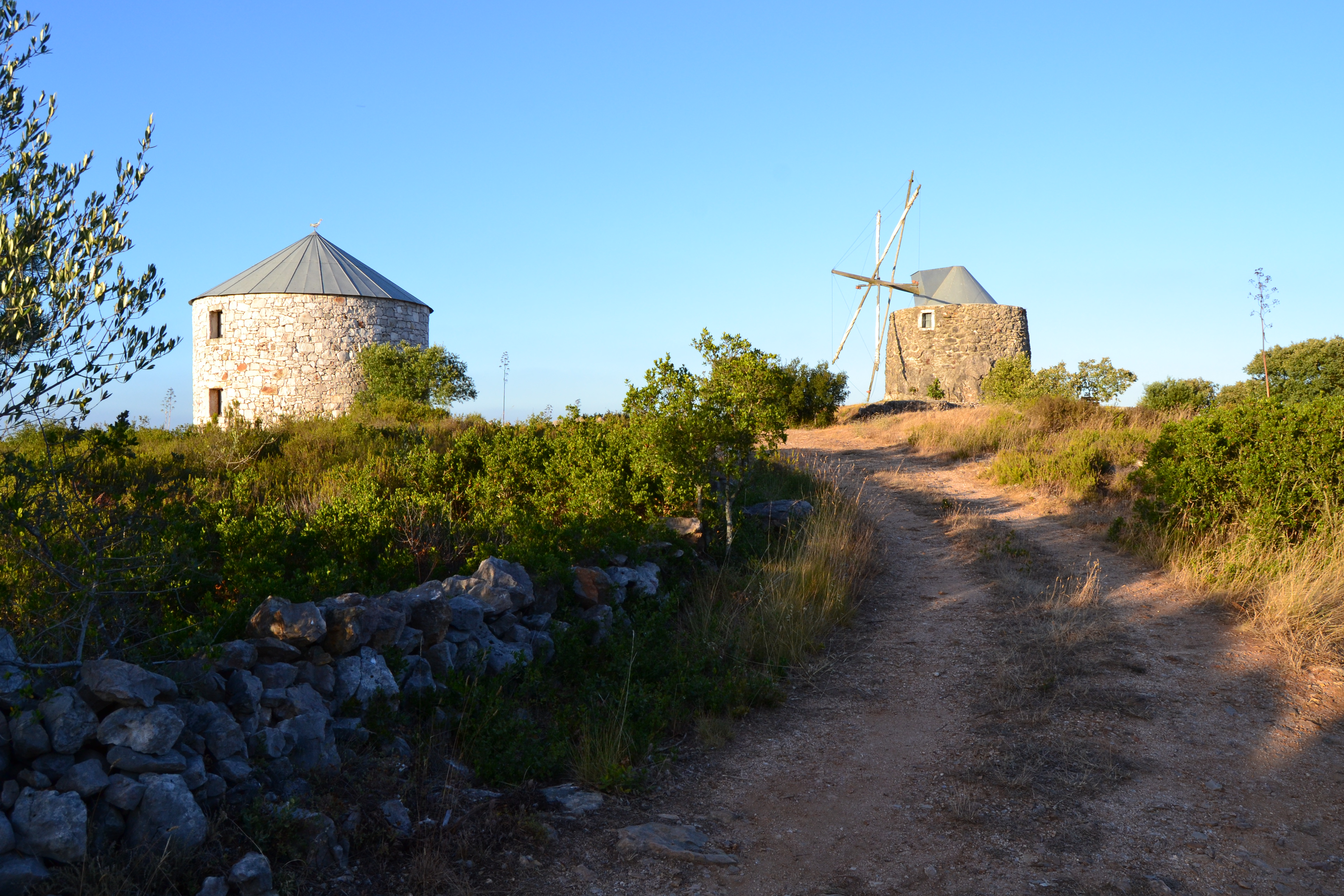
Molinos de viento tradicionales.

El área cubierta por el parque se encuentra en una zona de transición entre las influencias mediterráneas y atlánticas. El número de horas de sol anuales es de alrededor de 2350 horas. El valor mensual de insolación puede ser tres veces mayor en verano que en los meses de invierno.
Por lo que se refiere a la precipitación anual, esta varia entre 900 mm y 1300 mm. Durante cerca de dos a tres meses del año, pueden ocurrir heladas, normalmente entre el final del otoño y el fin del invierno.

## Flora y fauna
Más de seiscientas especies vegetales se pueden encontrar en el parque, lo que representa cerca de un quinto del total de las especies en Portugal, y muchas de ellas no se encuentran en ningún otro lugar (son endemismos). Además de 25 especies diferentes de orquídeas, pueden encontrarse el narciso, el romero, la pimienta, el roble o la encina, entre muchas otras. La mayor parte de la superficie del parque está ocupado por matorral, muchos de ellos considerados en la Red Natura 2000 como un tipo de hábitat prioritario y ejemplos únicos en el mundo. A lo largo de los tiempos, la cubierta forestal original fue reemplazado por otros tipos de vegetación, tales como las coníferas (pino piñonero y rodeno). En la actualidad todavía existen reliquias de la cubierta vegetal primitiva, sobre todo en forma de robles (Quercus faginea).
La zona del parque está sujeta, con menor o mayor intensidad, a incendios forestales. Muchas de las especies botánicas existentes están dotadas de características que les permiten sobrevivir más adecuadamente a los fuegos. Algunas de ellas, como es el caso de las orquídeas, tienen su floración estimulada cuando ocurre este tipo de evento.
La fauna del parque es igualmente variada. Por citar algunos mamíferos: Jineta (Genetta genetta), zorro (Vulpes vulpes), jabalí (Sus scrofa), tejón (Meles meles), gato silvestre (Felis silvestris).

## Lugares de interés

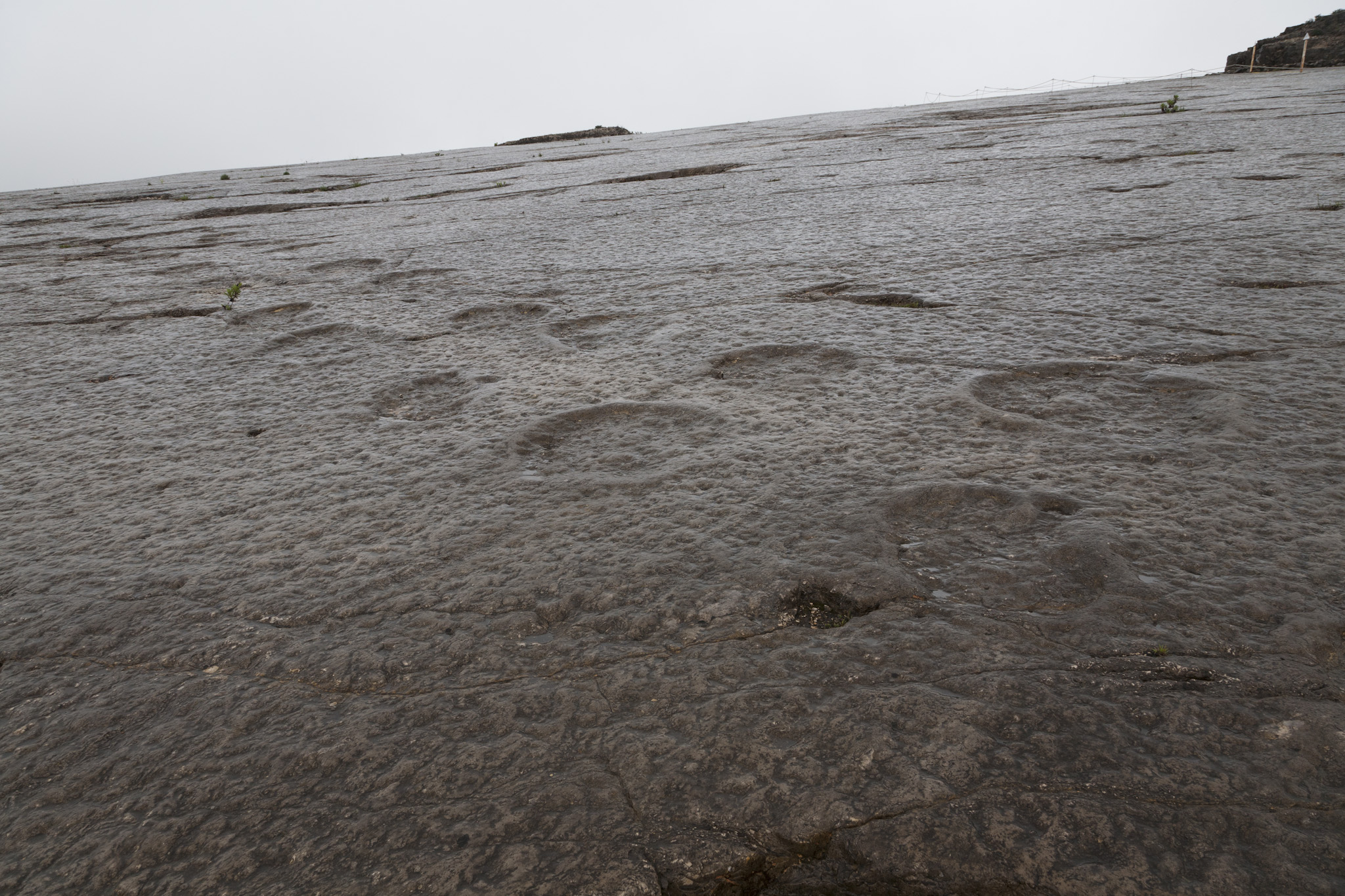
Rastro de huellas de dinosaurio.

### Huellas de dinosaurios
El Monumento Natural de las Huellas de Dinosaurios de la Sierra de Aire, más conocido solo por las Huellas de la Sierra de Aire (Pegadas da Serra de Aire), fue creado en 1996. Se sitúa en la Sierra de Aire, en el municipio de Ourém y ocupa un área de cerca de 20 hectáreas.
Antes de que se descubrieran las huellas, el 4 de julio de 1994, funcionaba allí una cantera (Pedreira da Galinha). Se realizaron después algunos estudios que culminaron en la clasificación como Monumento Natural.
Tiene 20 rastros de huellas de saurópodos, con una edad de 175 millones de años. Son los mayores rieles de saurópodos, los más antiguos y de los más nítidos que se conocen.

### Cuevas

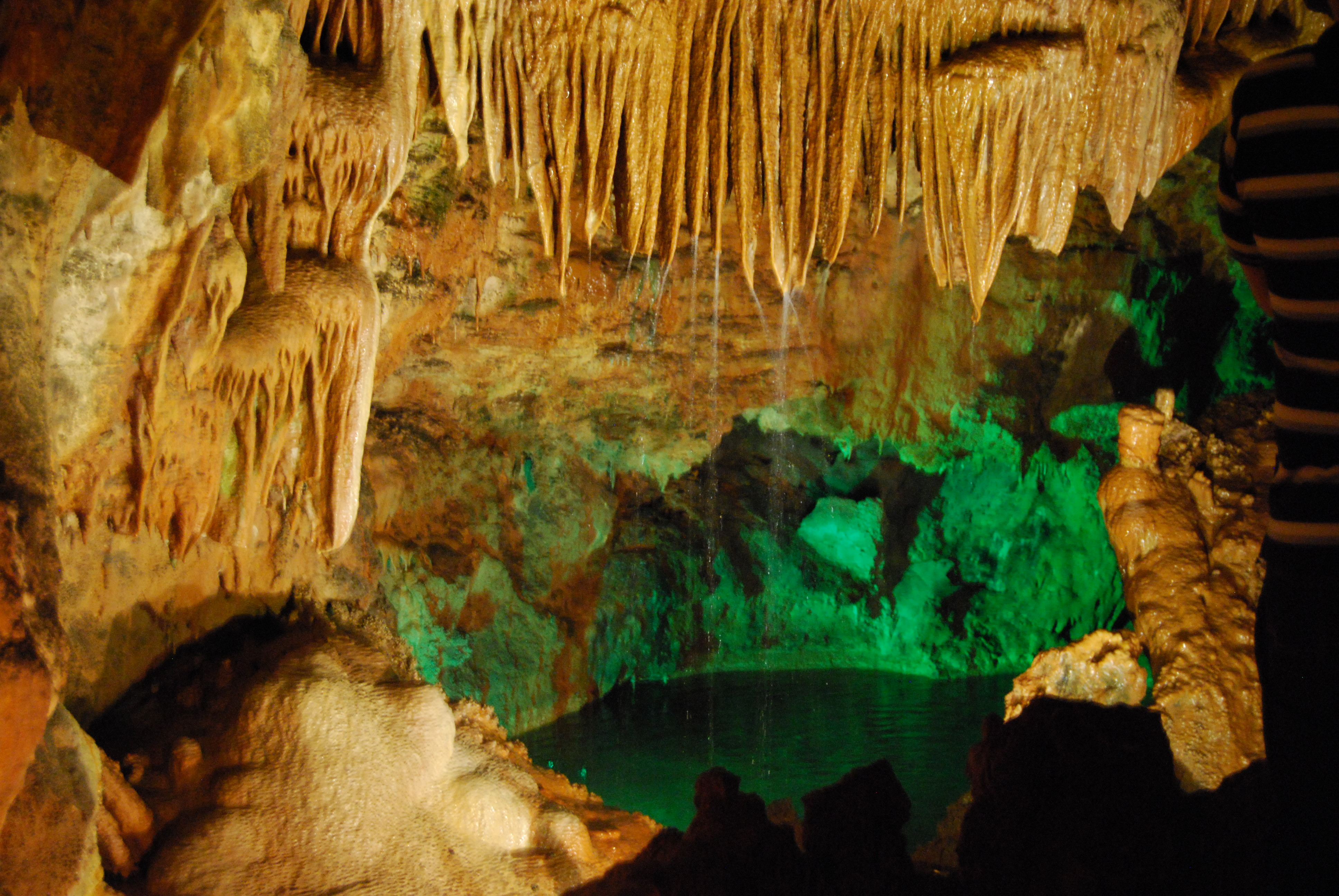
Cuevas de Mira de Aire.

En el área del parque natural de las Sierras de Aire y Candeeiros están registradas más de 1.500 cavidades, resultantes de la filtración del agua a través de fallas y diaclasas y consecuente acción de meteorización química sobre la roca calcárea. De este proceso resulta una vasta y compleja red de cursos de agua subterráneos que van abriendo galerías de desarrollo horizontal (grutas) y de desarrollo vertical (algares). El agua que circula en estas galerías, acaba por depositar el material calcáreo que precipita, originando una variedad de espeleotemas que se traducen en formas de gran belleza como estalactitas, estalagmitas, columnas y mantos calcíticos. Las más conocidas son las Cuevas de Mira de Aire, abiertas al acceso del público.

### Centros de interpretación
Teniendo en cuenta el estudio científico y la constitución de zonas de ocio, en el parque se instituyó la figura del "Centro de Interpretación":
- Centro de Interpretación Subterráneo de la Gruta del Almonda: se ubica en Cabeço de las Pias (Torres Novas)
- Centro de Interpretación Subterráneo de la Gruta Algar do Pena: el Algar do Pena fue accidentalmente descubierto en las actividades de extracción de piedra; Es actualmente la mayor cavidad conocida en Portugal.
- Antiguo Centro de Interpretación del Nacimiento del Alviela, ahora Centro Ciencia Viva del Alviela-Carsoscopio.